# Општина Бабана (Арђеш)
Бабана (рум. Băbana) општина је у Румунији у округу Арђеш.
Oпштина се налази на надморској висини од 386 m.